# Associazione Calcio Prato 1960-1961
Questa pagina raccoglie le informazioni riguardanti l'Associazione Calcio Prato nelle competizioni ufficiali della stagione 1960-1961.

## Rosa
| N. |                   | Ruolo | Calciatore         |
| -- | ----------------- | ----- | ------------------ |
|    | Italia (bandiera) | A     | Bruno Arriva       |
|    | Italia (bandiera) | A     | Luciano Balsimelli |
|    | Italia (bandiera) | A     | Dario Baruffi      |
|    | Italia (bandiera) | A     | Natale Colla       |
|    | Italia (bandiera) | P     | Luigi Conti        |
|    | Italia (bandiera) | C     | Lucio Dell'Angelo  |
|    | Italia (bandiera) | D     | Giuseppe Fiaschi   |
|    | Italia (bandiera) | D     | Roberto Galeotti   |
|    | Italia (bandiera) | P     | Italo Ghizzardi    |
|    | Italia (bandiera) | A     | Giovanni Grabesu   |
|    | Italia (bandiera) | C     | Lamberto Leonardi  |

| N. |                   | Ruolo | Calciatore       |
| -- | ----------------- | ----- | ---------------- |
|    | Italia (bandiera) | C     | Giancarlo Magi   |
|    | Italia (bandiera) | D     | Ardico Magnini   |
|    | Italia (bandiera) | A     | Silvano Mencacci |
|    | Italia (bandiera) | A     | Riccardo Moradei |
|    | Italia (bandiera) | A     | Bruno Nattino    |
|    | Italia (bandiera) | A     | Alberto Righetti |
|    | Italia (bandiera) | D     | Italo Rizza      |
|    | Italia (bandiera) | D     | Antonio Rossi    |
|    | Italia (bandiera) | D     | Renato Targioni  |
|    | Italia (bandiera) | C     | Mario Verdolini  |

## Risultati

### Serie B

#### Girone di andata
| 25 settembre 1960 1ª giornata | Parma | 2 – 0 | Prato |  |

| 2 ottobre 1960 2ª giornata | Prato | 1 – 1 | Venezia |  |

| 9 ottobre 1960 3ª giornata | Sambenedettese | 1 – 1 | Prato |  |

| 16 ottobre 1960 4ª giornata | Prato | 0 – 1 | Genoa |  |

| 23 ottobre 1960 5ª giornata | Reggiana | 2 – 3 | Prato |  |

| 30 ottobre 1960 6ª giornata | Prato | 2 – 1 | Alessandria |  |

| 6 novembre 1960 7ª giornata | Como | 2 – 1 | Prato |  |

| 1º settembre 1991 8ª giornata | Prato | 3 – 0 | Novara |  |

| 20 novembre 1960 9ª giornata | Catanzaro | 2 – 0 | Prato |  |

| 27 novembre 1960 10ª giornata | Prato | 1 – 0 | Marzotto Valdagno |  |

| 9 dicembre 1984 11ª giornata | Triestina | 1 – 1 | Prato |  |

| 11 dicembre 1960 12ª giornata | Prato | 1 – 0 | Ozo Mantova |  |

| 18 dicembre 1960 13ª giornata | Prato | 1 – 3 | Simmenthal-Monza |  |

| 25 dicembre 1960 14ª giornata | Brescia | 1 – 2 | Prato |  |

| 1º gennaio 1961 15ª giornata | Prato | 0 – 0 | Verona |  |

| 8 gennaio 1961 16ª giornata | Foggia & Incedit | 2 – 2 | Prato |  |

| 15 gennaio 1961 17ª giornata | Messina | 1 – 0 | Prato |  |

| 22 gennaio 1961 18ª giornata | Prato | 0 – 1 | Palermo |  |

| 29 gennaio 1961 19ª giornata | Prato | 0 – 0 | Pro Patria |  |

#### Girone di ritorno
| 5 febbraio 1961 20ª giornata | Prato | 1 – 1 | Parma |  |

| 12 febbraio 1961 21ª giornata | Venezia | 1 – 0 | Prato |  |

| 19 febbraio 1961 22ª giornata | Prato | 1 – 0 | Sambenedettese |  |

| 26 febbraio 1961 23ª giornata | Genoa | 1 – 1 | Prato |  |

| 5 marzo 1961 24ª giornata | Prato | 2 – 1 | Reggiana |  |

| 12 marzo 1961 25ª giornata | Alessandria | 1 – 0 | Prato |  |

| 19 marzo 1961 26ª giornata | Prato | 2 – 1 | Como |  |

| 26 marzo 1961 27ª giornata | Novara | 4 – 1 | Prato |  |

| 2 aprile 1961 28ª giornata | Prato | 1 – 0 | Catanzaro |  |

| 9 aprile 1961 29ª giornata | Marzotto Valdagno | 0 – 1 | Prato |  |

| 16 aprile 1961 30ª giornata | Prato | 1 – 0 | Triestina |  |

| 23 aprile 1961 31ª giornata | Ozo Mantova | 3 – 1 | Prato |  |

| 30 aprile 1961 32ª giornata | Simmenthal-Monza | 1 – 2 | Prato |  |

| 7 maggio 1961 33ª giornata | Prato | 2 – 1 | Brescia |  |

| 11 maggio 1961 34ª giornata | Verona | 1 – 0 | Prato |  |

| 14 maggio 1961 35ª giornata | Prato | 0 – 2 | Foggia & Incedit |  |

| 21 maggio 1961 36ª giornata | Prato | 0 – 0 | Messina |  |

| 28 maggio 1961 37ª giornata | Palermo | 1 – 0 | Prato |  |

| 4 giugno 1961 38ª giornata | Pro Patria | 1 – 0 | Prato |  |

## Statistiche

### Statistiche di squadra
| Competizione | Punti | In casa | In casa | In casa | In casa | In casa | In casa | In trasferta | In trasferta | In trasferta | In trasferta | In trasferta | In trasferta | Totale | Totale | Totale | Totale | Totale | Totale | DR |
| Competizione | Punti | G       | V       | N       | P       | Gf      | Gs      | G            | V            | N            | P            | Gf           | Gs           | G      | V      | N      | P      | Gf     | Gs     | DR |
| ------------ | ----- | ------- | ------- | ------- | ------- | ------- | ------- | ------------ | ------------ | ------------ | ------------ | ------------ | ------------ | ------ | ------ | ------ | ------ | ------ | ------ | -- |
| Serie B      | 37    | 19      | 10      | 5       | 4       | 19      | 13      | 19           | 4            | 4            | 11           | 16           | 28           | 38     | 14     | 9      | 15     | 35     | 41     | -6 |
| Coppa Italia |       | -       | -       | -       | -       | -       | -       | 2            | 1            | 1            | 0            | 5            | 4            | 2      | 1      | 1      | 0      | 5      | 4      | +1 |
| Totale       |       | 19      | 10      | 5       | 4       | 19      | 13      | 21           | 5            | 5            | 11           | 21           | 32           | 40     | 15     | 10     | 15     | 40     | 45     | -5 |

### Statistiche dei giocatori
| Giocatore      | Serie B  | Serie B | Coppa Italia | Coppa Italia | Totale   | Totale |
| Giocatore      | Presenze | Reti    | Presenze     | Reti         | Presenze | Reti   |
| -------------- | -------- | ------- | ------------ | ------------ | -------- | ------ |
| B. Arriva      | 3        | 0       | -            | -            | 3        | 0      |
| L. Balsimelli  | 1        | 0       | -            | -            | 1        | 0      |
| D. Baruffi     | 37       | 6       | 2            | 1            | 39       | 7      |
| N. Colla       | 4        | 1       | 2            | 2            | 6        | 3      |
| L. Conti       | 2        | -3      | 1            | -3           | 3        | -6     |
| L. Dell'Angelo | 31       | 5       | 2            | 0            | 33       | 5      |
| G. Fiaschi     | 10       | 0       | -            | -            | 10       | 0      |
| Freschi        | -        | -       | 1            | 0            | 1        | 0      |
| R. Galeotti    | 11       | 0       | 1            | 0            | 12       | 0      |
| I. Ghizzardi   | 36       | -38     | 1            | -1           | 37       | -39    |
| G. Grabesu     | 26       | 5       | 2            | 2            | 28       | 7      |
| L. Leonardi    | 28       | 2       | -            | -            | 28       | 2      |
| G. Magi        | 34       | 0       | 2            | 0            | 36       | 0      |
| A. Magnini     | 21       | 0       | -            | -            | 21       | 0      |
| S. Mencacci    | 27       | 10      | 2            | 0            | 29       | 10     |
| R. Moradei     | 28       | 1       | 2            | 0            | 30       | 1      |
| B. Nattino     | 20       | 1       | 1            | 0            | 21       | 1      |
| A. Righetti    | 7        | 0       | -            | -            | 7        | 0      |
| I. Rizza       | 35       | 2       | 2            | 0            | 37       | 2      |
| A. Rossi       | 26       | 0       | 2            | 0            | 28       | 0      |
| R. Targioni    | 21       | 2       | 1            | 0            | 22       | 2      |
| M. Verdolini   | 10       | 0       | 1            | 0            | 11       | 0      |